# Producătorii (film din 1967)
 Producătorii  (titlu original: The Producers) este un film american din 1967 scris și regizat de Mel Brooks. Este creat în genurile satiră, comedie. Rolurile principale au fost interpretate de actorii Zero Mostel, Gene Wilder, Dick Shawn, Kenneth Mars. 

## Distribuție
- Zero Mostel - Max Bialystock
- Gene Wilder - Leopold "Leo" Bloom
- Dick Shawn - Lorenzo St. DuBois (L.S.D.)
- Estelle Winwood - "Hold Me!  Touch Me!"
- Christopher Hewett - Roger De Bris
- Kenneth Mars - Franz Liebkind
- Lee Meredith - Ulla Inga Hansen Benson Yansen Tallen Hallen Svaden Swanson Bloom
- Renée Taylor - Actress playing Eva Braun
- Andreas Voutsinas - Carmen Ghia
- Bill Macy - Foreman of the jury
- William Hickey - The Drunk in bar (credited - Bill Hickey)
- David Patch - Goebbels
- Barney Martin - Actor playing Hermann Göring
- Madlyn Cates - Concierge ("I'm not a madam!")
- Shimen Ruskin - The Landlord
- Frank Campanella - The Bartender
- Josip Elic - Violinist
- John Zoller - Drama Critic
- Brutus Peck - Hot Dog Vendor
- Mel Brooks - Singer in "Springtime for Hitler" (voiceover cameo, nemenționat)

Doamnele
- Anne Ives
- Amelie Barleon
- Elsie Kirk
- Nell Harrison
- Mary Love